# ليلي لانغتري
إميلي شارلوت، (13 أكتوبر 1853 - 12 فبراير 1929)، المعروفة باسم ليلي، ناشطة اجتماعية وممثلة مسرحية ومنتجة بريطانية.
وُلدت في جزيرة جيرسي، بعد زواجها انتقلت إلى لندن عام 1876. جذب مظهرها وشخصيتها الاهتمام والتعليقات والدعوات من الفنانين ومضيفات المجتمع، وجرى الاحتفال بها كشابة ذات جمال وسحر كبيرين. خلال الحركة الجمالية في إنجلترا، رُسمَت من قبل فنانين مشهورين، وفي عام 1882 أصبحت الفتاة الموجودة على ملصق لصابون (بيرز)، لتصبح أول شخصية مشهورة توضع صورتها على منتج تجاري.
عام 1881، أصبحت لانغتري ممثلة وظهرت لأول مرة في ويست إيند في مسرحية كوميدية، مما تسبب في ضجة كبيرة في لندن عندما أصبحت أول شخصية اجتماعية تظهر على المسرح. واصلت دور البطولة في العديد من المسرحيات في كل من المملكة المتحدة والولايات المتحدة، وفي النهاية أدارت شركتها الخاصة للإنتاج المسرحي. لاحقًا في حياتها قدّمت (سكيتشات درامية) في الفودفيل. من منتصف التسعينيات من القرن التاسع عشر وحتى عام 1919 عاشت لانغتري في سوفولك حيث أدارت إسطبل ناجح لسباق الخيل. كانت معروفة أيضًا بعلاقاتها مع الشخصيات الملكية والنبلاء، بما في ذلك أمير ويلز (إدوارد السابع)، وإيرل شروزبري، والأمير لويس من باتنبرغ. كانت موضوع اهتمام الجمهور والإعلام على نطاق واسع.

## سيرة حياتها
وُلدت عام 1853 وتعرف باسم ليلي منذ الطفولة، وكانت ابنة القس ويليام كوربيت لو بريتون وزوجته الجميلة إميلي ديفيس. كان والدا ليلي قد هربا إلى غريتنا غرين في اسكتلندا، وتزوجا عام 1842 في كنيسة سانت لوك، تشيلسي، لندن. عاش الزوجان في ساوثوارك بلندن قبل أن يُعرض على ويليام منصب رئيس الجامعة في جيرسي حيث ولدت إميلي شارلوت (ليلي) هناك.
كانت ليلي السادسة من بين سبعة أطفال والفتاة الوحيدة. كان إخوتها: فرانسيس كوربيت لو بريتون (1843-1872)، ويليام إنجليس لو بريتون (1846-1924)، تريفور ألكسندر لو بريتون (1847-1870)، موريس فافاسور لو بريتون (1849-1881)، كليمان مارتن لو بريتون (10 يناير 1851 - 1 يوليو 1927)، وريغنالد لو بريتون (1855–1876). يُزعم أن أحد أسلافهم كان ريتشارد لو بريتون، ويُزعم أنه أحد قتلة توماس بيكيت عام 1170.
اشتهرت مربية ليلي الفرنسية بأنها لم تكن قادرة على السيطرة عليها، لذلك تلقت ليلي تعليمًا على يد معلم إخوتها. كان هذا التعليم ذو طبيعة أوسع وأكثر صلابة من تلك التي كانت تُعطى عادة للفتيات في ذلك الوقت. على الرغم من أن والدهم كان يشغل منصب عمدة جيرسي، إلا أنه حصل على سمعة سيئة إذ أنجب العديد من الأطفال غير الشرعيين. عندما تركته زوجته إميلي أخيرًا في عام 1880، غادر جيرسي.

### من جيرسي إلى لندن
في 9 مارس 1874، تزوجت ليلي البالغة من العمر 20 عامًا من مالك الأرض الأيرلندي إدوارد لانغتري البالغ من العمر 26 عامًا، وهو أرمل كان متزوجًا من جين فرانسيس برايس. التي كانت شقيقة إليزابيث آن برايس، التي تزوجت ويليام شقيق ليلي. أقامت ليلي وإدوارد حفل زفافهما في فندق ذا رويال في سانت هيلير، جيرسي. كان إدوارد لانغتري ثريًا بما يكفي لامتلاك يخت كبير (ريد غاونتليت). في عام 1876 استأجروا شقة في إيتون بليس، بلغرافيا، لندن، وفي وقت مبكر من عام 1878 انتقلوا إلى شارع نورفولك قبالة بارك لين لتلبية الطلبات المتزايدة لزوار مجتمع ليلي.

### عشيقة ملكية
رتب أمير ويلز، ألبرت إدوارد (لاحقًا إدوارد السابع)، الجلوس بجوار لانغتري في حفل عشاء أقامه السير ألين يونغ في 24 مايو 1877. (كان إدوارد، زوج ليلي، جالسًا على الطرف الآخر من الطاولة). على الرغم من أن الأمير كان متزوجًا من الأميرة ألكسندرا من الدنمارك ولديه ستة أطفال، لكن عُرف عنه حبه للنساء. أصبح مفتونًا بلانغتري، وسرعان ما أصبحت عشيقته. وقُدّمت إلى والدة الأمير، الملكة فيكتوريا. اختارت الأميرة ألكسندرا ألا تظهر أبدًا أي غيرة من خيانات زوجها وقبلت ليلي واعترفت بها.
استمر اتصال ليلي بالأمير من أواخر عام 1877 إلى يونيو 1880. مع أنها بقيت على علاقة صداقة مع الأمير، إلا أن علاقتها الجسدية معه انتهت عندما أصبحت حاملًا. ربما كان والد الطفلة هو صديقها القديم آرثر جونز، الذي رافقها إلى باريس من أجل ولادة الطفلة جين ماري، في مارس 1881.
في يوليو 1879، بدأت لانغتري علاقة غرامية مع إيرل شروزبري. في يناير 1880، كان لانغتري والإيرل يخططان للهروب معًا. في خريف عام 1879، كتب روزنبرغ الصحفي المروج للفضائح، شائعات بأن زوجها سيطلقها وذكر، من بين آخرين، اسم أمير ويلز كمُشارك في الاستطلاع. في تلك المرحلة، أمر أمير ويلز محاميه جورج لويس برفع دعوى. اعترف روزنبرغ بالذنب وحُكم عليه بالسجن لمدة عامين.
لبعض الوقت، لم ير الأمير لانغتري كثيرًا. لكنه ظل مغرمًا بها وتحدث عنها جيدًا في مسيرتها الفنية اللاحقة كممثلة مسرحية. استخدم نفوذه لمساعدتها وتشجيعها. لم تكن الموارد المالية لعائلة لانغتري مساوية لنمط حياتهم. في أكتوبر 1880، باعت لانغتري العديد من ممتلكاتها لسداد ديونها، وذلك لتجنب إعلان الإفلاس.

### الابنة
في أبريل 1879، أقامت لانغتري علاقة غرامية قصيرة مع الأمير لويس أمير باتنبرغ، ولكن كانت لها أيضًا علاقة أطول مع آرثر كلارنس جونز (1854-1930)، شقيق أخت زوجها وطفل آخر غير شرعي للورد رانيلا. في يونيو من عام 1880 أصبحت حاملًا. لم يكن زوجها هو الأب. قادت الأمير لويس إلى الاعتقاد بأنه والد الطفل. أعطاها أمير ويلز مبلغًا من المال، وذهبت لانغتري إلى منفاها في باريس برفقة آرثر جونز. في 8 مارس 1881، أنجبت ابنة أسمتها جين ماري.
إن اكتشاف رسائل لانغتري العاطفية إلى آرثر جونز في عام 1978 ونشرها من قبل لورا بيتي في عام 1999 يدعم فكرة أن جونز كان والد ابنة لانغتري. نجل الأمير لويس، إيرل مونتباتن من بورما، كان دائمًا يؤكد أن والده هو والد جين ماري.
في عام 1902، تزوجت جين ماري من السياسي الإسكتلندي السير إيان مالكولم في سانت مارغريت، وستمنستر. أنجبا أربعة أطفال. توفيت جين ماري في عام 1964. كانت ابنتها ماري مالكولم واحدة من أول مذيعتين في خدمة تلفزيون بي بي سي (الآن بي بي سي وان) من عام 1948 إلى عام 1956. وتوفيت في 13 أكتوبر 2010، عن عمر يناهز 92 عامًا. تزوج الابن الثاني لجين ماري، فيكتور نيل مالكولم، من الممثلة الإنجليزية آن تود. انفصلا في أواخر الثلاثينيات. تزوج فيكتور مالكولم مرة أخرى في عام 1942 في أمريكا، ماري إليري تشانينغ.